# Марк Ребил Апрониан
Марк Ребил Апрониан (лат. Marcus Rebilus Apronianus) — римский государственный деятель начала II века.
В 117 году Апрониан занимал должность ординарного консула вместе с Квинтом Аквилием Нигером. Больше о нём ничего неизвестно.